# Lepidisis rigida
Lepidisis rigida är en korallart som först beskrevs av Kükenthal 1919.  Lepidisis rigida ingår i släktet Lepidisis och familjen Isididae. Inga underarter finns listade i Catalogue of Life.